# Хилверсюмская культура

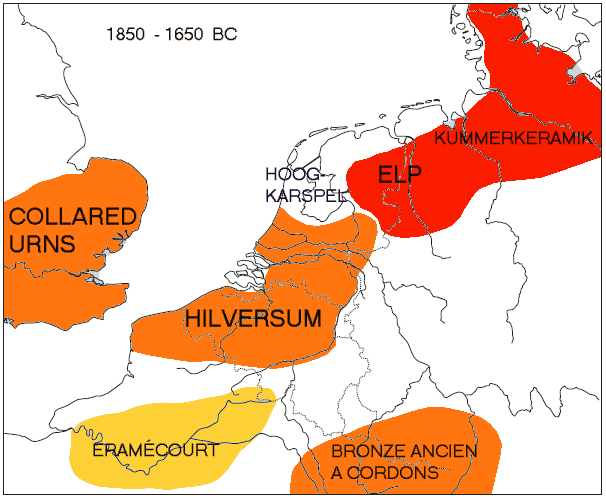
Местонахождение Хилверсюмской и соседних культур.

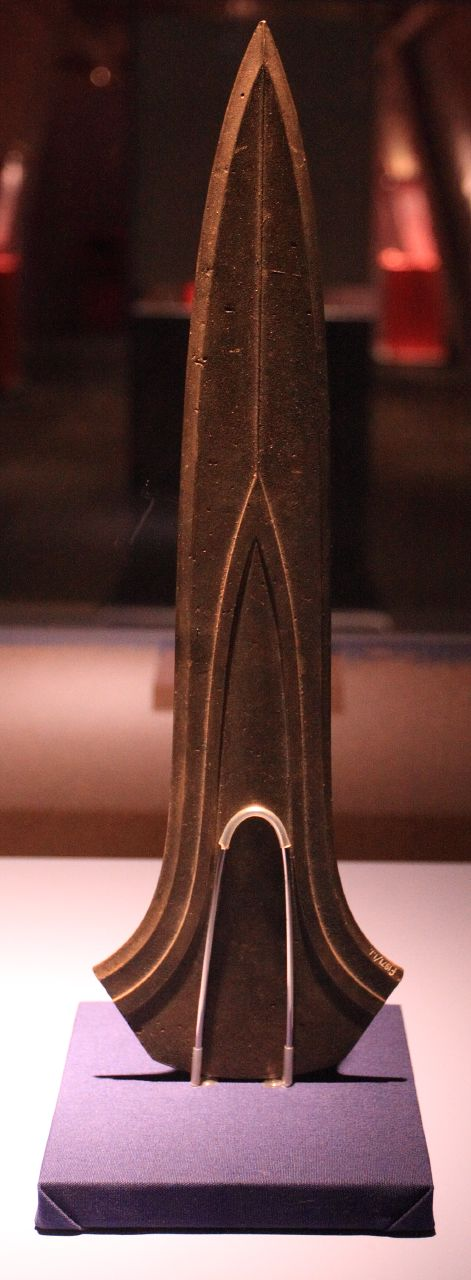
Меч из Ютпхаса

Хилверсюмская культура — обозначение группы древнего населения Нидерландов, обитавшего там в период раннего бронзового века. Культура относится к периоду 18 — 9 веков до н. э. (датировка спорная, верхняя граница культуры могла быть более древней). Первым обнаруженным памятником данной культуры является погребальный холм у г. Таутерфаут-Халве-Мейл (Touterfout-Halve-Mijl) в регионе Хилверсюм. Рядом исследователей включается в состав северо-западного блока.
С археологической точки зрения культура отличается особыми формами погребений и керамики.
Культура была впервые идентифицирована по нескольким холмистым погребениям в Хилверсюме (Нидерланды). Особенность погребений состояла в очень нетипичной для того времени кремации покойных. Пепел был сложен в урну и захоронен под курганом. Урны представляли собой тип керамики, распространённый задолго до того в поселениях этой местности. В связи с очень плохим качеством керамики была выдвинута гипотеза о том, что она относилась к позднему неолиту, хотя радиоуглеродный анализ допускал возможность создания захоронений в эпоху раннего бронзового века.
В результате последовавшей затем серии раскопок удалось обнаружить серию бронзовых изделий, представлявших собой погребальные дары; эти бронзовые изделия позволили более точно датировать культуру. Это были небольшие бронзовые кинжалы, по форме относящиеся к раннему или началу среднего бронзового века.
Керамика хилверсюмской культуры имеет бочкообразную форму, сосуды украшены различными шнуровыми отпечатками или накладками в верхней части. Стенки сосудов обычно имеют толщину не менее 1 сантиметра с сильной примесью кварца.